# Сан-Жуан-Батишта-де-Вила-Шан
Сан-Жуан-Батишта-де-Вила-Шан (порт. São João Baptista de Vila Chã)  —  населённый пункт и район в Португалии,  входит в округ Виана-ду-Каштелу. Является составной частью муниципалитета  Понте-да-Барка. По старому административному делению входил в провинцию Минью. Входит в экономико-статистический  субрегион Минью-Лима, который входит в Северный регион. Население составляет 601 человек на 2001 год. Занимает площадь 10,11 км².